# Komuna e Kaçanikut
Kaçanik eller Kačanik (albanska: Kaçanik eller Kaçaniku; serbiska: Качаник, Kačanik) är en kommun i Ferizajdistriktet i södra Kosovo.